# Franz Blei
Franz Blei (Vienna, 18 gennaio 1871 – Westbury, 10 luglio 1942) è stato un saggista, drammaturgo, traduttore, bibliofilo austriaco di famiglia ebraica.
Amico e collaboratore di Franz Kafka, fu anche un editore, critico letterario e redattore, noto con vari pseudonimi: Medardus, Dr. Peregrinus Steinhövel, Amadée de la Houlette, Franciscus Amadeus, Gussie Mc-Bill, Prokop Templin, Heliogabal, Nikodemus Schuster, L. O. G., Hans Adolar.

## Biografia
Figlio di un calzolaio, studiò per diventare architetto e, come altri letterati ebrei, dovette fuggire dall'Europa occupata dai nazisti, riuscendo dopo varie peripezie a stabilirsi a New York nel 1941. 
Tradusse in tedesco opere di Walt Whitman, Oscar Wilde e Molière, tra gli altri. Pubblicò una monografia inerente ai dipinti del simbolista Félicien Rops, oltre ad essere un prolifico contributore delle riviste per la piccola stampa.
Kafka disse di lui: "Franz Blei è molto più intelligente e più grande di quello che scrive". (Janouch, 1971. "Conversazioni con Kafka").
Contributore del realismo magico, il libro The Big Bestiary of Modern Literature presenta luminari letteratura in insolite forme animali di vermi e mutaforma, come leonora Carrington in The Debutante.

## AmethysteThe Opals
Dal dicembre 1905 al novembre 1906 fu redattore capo di Amethyst (pub. Hans von Weber) e poi di The Opals, due riviste a contenuto moderatamente pornografico riservate soltanto ad utenti abbonati. Le riviste presentavano opere d'arte di Aubrey Beardsley e Felicien Rops, testi di Jules Laforgue e anche prosa erotica derivata da traduzioni dei testi di Paul Verlaine, da spettacoli erotici e poesie classiche provenienti da tutto il mondo.
Per ogni numero furono prodotte solo 800 copie numerate, e il giovane Kafka era uno degli abbonati. The Opals fu la prima rivista a pubblicare il Bebuquin di Carl Einstein, autore del primo romanzo espressionista tedesco.
Queste riviste letterarie di piccole dimensioni e tiratura, note da vari decenni agli studiosi di Kafka, furono oggetto di una notizia ferragostana pubblicata dalTimes di Londra nel 2008, quando un romanziere, intento a promuovere il suo nuovo libro, sostenne di avere ha scoperto la "riserva pronografica segreta" di Kafka fra i suoi documenti d'archivio.

## Hyperion
Dal 1908 al 1909 curò la rivista letteraria Hyperion insieme a Carl Sternheim. Tale periodico fu il primo a pubblicare le opere di un giovane esordiente Franz Kafka, per un totale di sette titoli divulgati.
Il primo numero presentò un breve estratto di Descrizione di una battaglia, della quale furono riprese parti più sostanziose nel numero finale di Hyperion, dato alle stampe nella primavera del 1909.